# San Quintín (comune messicano)
San Quintín è un comune del Messico, situato nello stato della Bassa California. Fino al 2016 faceva parte del municipio di Ensenada.